# 刻划硬度
刻划硬度在矿物学里一般指物质刺入另外一种较软物质的能力。一个由硬物质构成的物体能在另一个由较软物质构成的物体上形成划痕。刻划硬度常以摩氏矿物硬度单位计算。一种最常见的测量工具叫做硬度计。

## 莫氏硬度
莫氏硬度是一种表示矿物硬度的刻划硬度标准。1812年由德国矿物学家腓特烈·摩斯（Frederich Mohs）首先提出。
用测得的划痕的深度分十级来表示硬度：滑石(talc)1（硬度最小），石膏(gypsum)2，方解石(calcite)3，萤石(fluorite)4，磷灰石(apatite)5，正长石(feldspar;orthoclase;periclase)6，石英(quartz)7，黄玉(topaz)8，刚玉(corundum)9，金刚石(diamond)10。
纯金刚石是已知的最硬的天然矿物物质，它可以刻划其他任何天然矿物。于是金刚石便用来切割钻石；一般而言，高硬度的金刚石被用来切割低硬度的钻石。
现今已知的最硬的物质是聚合金刚石微棒（Aggregated diamond nanorod）， 其硬度和强度分别是钻石的2倍和1.11倍。通过分子结构估算，β氮化碳也应该有比钻石更高的硬度 (但低于超硬度漂石）。这种物质现在还没有成功合成。
其他可以切割钻石的物质有氮化硼、次氧化硼和二硼化錸。